# Arthur Landfors
Arthur Landfors född den 11 december 1888 i Edefors, Norrbotten, död den 20 oktober 1973 i Sharon, Massachusetts, var en svensk-amerikansk yrkesmålare, författare och poet.

## Biografi
Landfors föddes i Edefors i Norrbotten. Som 13-åring började han arbeta i skogen och arbetade senare vid malmfälten och kraftverksbygget i Porjus. 1912 emigrerade han till Massachusetts, Amerika och försörjde sig som yrkesmålare men var även en flitig medarbetare i den svensk-amerikanska pressen.
1917 började han medverka i tidningen Nya Sverige utgiven av Österns godtemplare, och senare i Svea och andra svenskamerikanska tidningar. Hans poetiska stil är arbetardiktarens, och hans böcker uttrycker emigrantens rotlöshet och hemlängtan. Landfors dikt "Träd som bara grönska" nämns 1969 av Sture Lindmark som ett målande uttryck för svårigheterna att assimileras i det nya landet:
| ” | Vi kommit hit från gamla världen, vi rycktes upp, vi sletos loss ifrån den jord som fostrat oss, från den miljö, från den kultur som vi en gång har sprungit ur. En plats i solen här vi fingo, men sällan våra rötter gingo, nog djupt igen i jorden ner att taga mot den kraft den ger. Hur rik den nya än må vara, bli vi förkrympta plantor bara. | „ |

I juli 2019 anordnade Edeforsakademin visfestivalen Sommarljus på Laxholmen i Edefors, med utdelning av ett nyinstiftat stipendium till Arthur Landfors minne.
Flera av Landfors dikter har tonsatts av Jimmy Ginsby, som 2019 blev den förste mottagaren av Edefors hembygdsförenings stipendium till Arthur Landfors minne.
Landfors är begravd på gamla begravningsplatsen i Harads.

## Utmärkelser
- 1967 – Vasaorden[4]